# Зарифоглу, Джахит
Абдуррахман Джахит Зарифоглу (1 июля 1940, Анкара — 7 июня 1987, Стамбул) — турецкий поэт.

## Биография
Отец Джахита был чиновником, поэтому семья часто переезжала. Когда будущему поэту было 10 лет, его семья переехала в Мараш. Там Зарифоглу окончил лицей, во время учёбы в котором познакомился с Эрдемом Баязытом, Нури Пакдилем, Расимом и Алаэддином Озденёренами. В 1957 году они вместе издавали журнал «Hamle».
После окончания лицея Зарифоглу переехал в Стамбул для продолжения учёбы. Там он в 1962 году познакомился с поэтом Сезаи Каракочем. С 1966 года публиковался в издаваемом Каракочем литературном журнале «Diriliş».
Умер 7 июня 1987 года от рака. Поэт Исмет Озел считал, что ранняя смерть поэта стала следствием репрессий, последовавших после переворота 1980 года.

## Творчество
Свои первые произведения опубликовал в 1965 году под псевдонимом «Абдуррахман Джем». Стиль Зарифоглу схож со стилем таких поэтов течения «Второе новое», как Эдже Айхан и Джемаль Сюрейя. В своих стихах критиковал существовавшее в то время устройство общества, в то же время рисовал обобщённый образ идеального будущего, основанного на исламе. Написал ряд стихов о войне в Афганистане, а также о положении мусульман в современном ему мире.
Написал 4 тома стихов, после смерти поэта было издано полное собрание сочинений, в том числе ранее не публиковавшиеся стихи.
Помимо поэзии, писал также прозу и работы по истории исламистского движения.
По мотивам одного из его произведений, основанного на воспоминаниях об учёбе в лицее, был снят сериал «Семь хороших парней» (тур. Yedi Güzel Adam).